# Monoharpur
Monoharpur é uma vila no distrito de Hugli, no estado indiano de Bengala Ocidental.

## Geografia
Monoharpur está localizada a 22° 07′ N, 88° 05′ L. Tem uma altitude média de 4 metros (13 pés).

## Demografia
Segundo o censo de 2001, Monoharpur tinha uma população de 20 825 habitantes. Os indivíduos do sexo masculino constituem 53% da população e os do sexo feminino 47%. Monoharpur tem uma taxa de literacia de 72%, superior à média nacional de 59,5%: a literacia no sexo masculino é de 75% e no sexo feminino é de 69%. Em Monoharpur, 11% da população está abaixo dos 6 anos de idade.